# 董得元
董得元（?—?），宋朝庐陵郡永丰流坑村（现属乐安）人。
绍兴十八年（1148年）五十一歲中状元，因已食官祿，降為第二，帝改為“恩赐状元”。累官参知政事。秦桧病危时，召见董得元和汤思退，嘱咐后事，各赠黄金千两。